# Lukas Kadau
Lukas Kadau (ur. 1576 w Braniewie, zm. 1 września 1625 w Gdańsku) – braniewski, a następnie gdański złotnik.

## Życiorys
Lukas Kadau urodził się w rodzinie złotnika braniewskiego Georga Kadaua i Anny, córki Michaela Simona, również złotnika z Braniewa. Doświadczenie zawodowe zdobywał jako czeladnik w warsztacie braniewskiego złotnika Simona Gronaua, w Braniewie zdobył też tytuł mistrzowski. Około 1607 roku wyjechał do Gdańska. Tam, jeszcze w tym samym roku, wykonał pracę mistrzowską w gdańskim warsztacie Joachima Scharpinga. 9 lutego 1608 roku otrzymał obywatelstwo miasta Gdańska. Naukę w warsztacie Lukasa Kadaua pobierał Hans Polmann, a pracę mistrzowską wykonał Jakob Schmidt I.
Lukas Kadau miał trzech synów: Lukasa, Hansa i Ernsta. Najmłodszy syn został również znanym złotnikiem. Po śmierci Lukasa Kadaua w 1625 roku jego warsztat złotniczy prowadził dalej jego uczeń Hans Polmann, żeniąc się z wdową.
Jego prace znajdują się m.in. w Museum Angewandte Kunst we Frankfurcie nad Menem (kubek podwójny ze scenami prac na roli i festynu chłopskiego), Muzeum Książąt Czartoryskich w Krakowie (dwa puchary puklowane), a dawniej w zbiorach Pałacu Zimowego w Petersburgu.
Lukas Kadau używał znaku warsztatowego w postaci monogramu LK w prostokącie.